# علی، قزاقستان
علی، قزاقزستان (به لاتین: Ali, Kazakhstan) یک منطقهٔ مسکونی در قزاقستان است که در استان الماتی واقع شده‌است.

## خصوصیات
علی ۱٬۲۷۰ نفر جمعیت دارد.